# 大好物 (曲)
「大好物」（だいこうぶつ）は、日本のロックバンド・スピッツの楽曲。2021年11月3日にユニバーサルJより45作目のシングルとして配信限定で発売された。シングル発売と同日に公開された映画『劇場版「きのう何食べた?」』の主題歌に採用された。

## 解説
前作『紫の夜を越えて』よりおよそ10か月振りとなるシングル。ジャケットは、陶芸家の鹿児島睦によるものである。
ライブでは2022年春に出演したイベント、フェスより演奏されている。

## 演奏
- 草野マサムネ - Vocals、Guitars
- 三輪テツヤ - Guitars
- 田村明浩 - Bass
- 﨑山龍男 - Drums
- 皆川真人:Wurlitzer（英語版）